# Colle di Caprauna
Il Colle di Caprauna  è un valico alpino delle Alpi Liguri collocato a 1379 m di quota sul confine tra Piemonte e Liguria, che collega val Pennavaira e Valle Arroscia, entrambe tributarie del mar Ligure.

## Descrizione

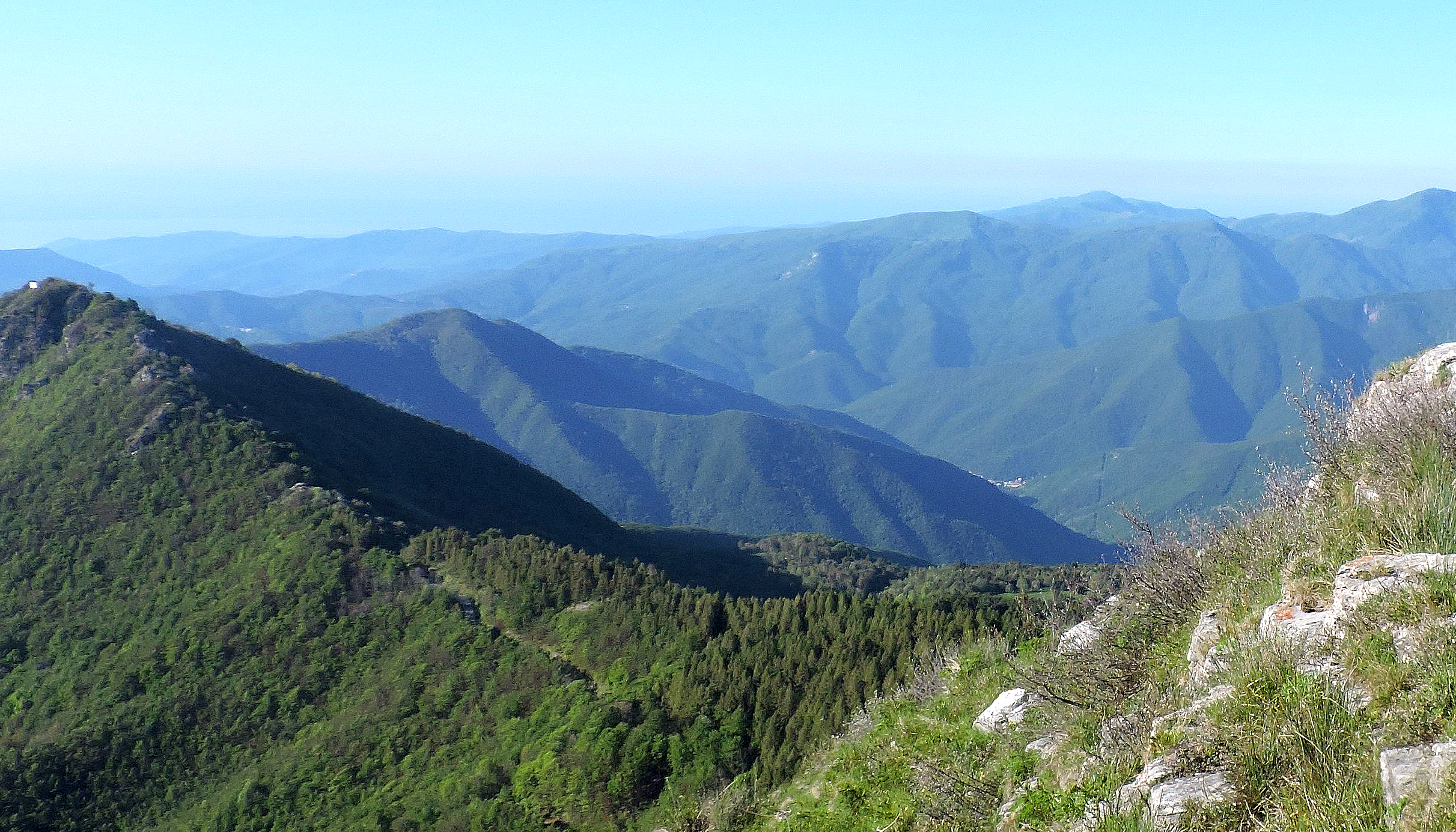
Il colle visto dal Monte della Guardia

Il colle si apre tra la Rocca delle Penne e il monte della Guardia. È situato sullo spartiacque Pennavaire / Arroscia, ma la strada asfaltata che lo raggiunge, la SP 216, lo collega con il vicino passo di Prale (1260 m), che si trova invece sullo spartiacque tra val Tanaro e valle Arroscia, e dal quale si scende poi a Ormea (CN). Sull'altro versante del colle di Caprauna la strada scende al paese di Caprauna, da dove si può proseguire verso Cisano sul Neva e Albenga (questi ultimi due comuni liguri in Provincia di Savona).

## Principali distanze stradali

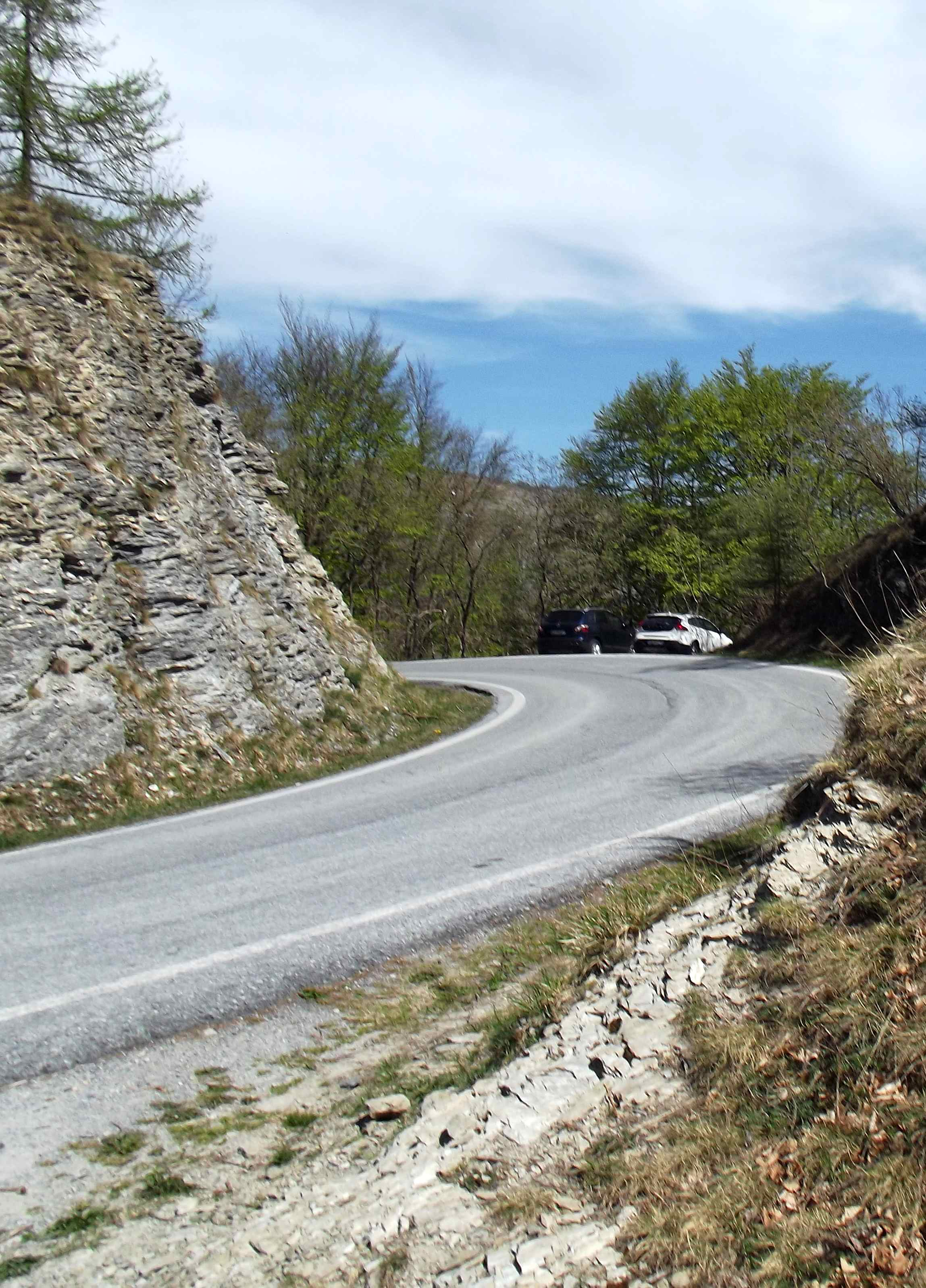
Il colle visto dalla valle Arroscia

- Albenga 40 km
- Ormea 9 km
- Pornassio 15 km

## Escursionismo
Dal valico si può raggiungere a piedi, con un percorso di tipo escursionistico, il vicino Monte della Guardia e il Monte Armetta. L'accesso alla Rocca delle Penne può avvenire invece per tracce di sentiero.